# Corpus callosum

Corpus callosum

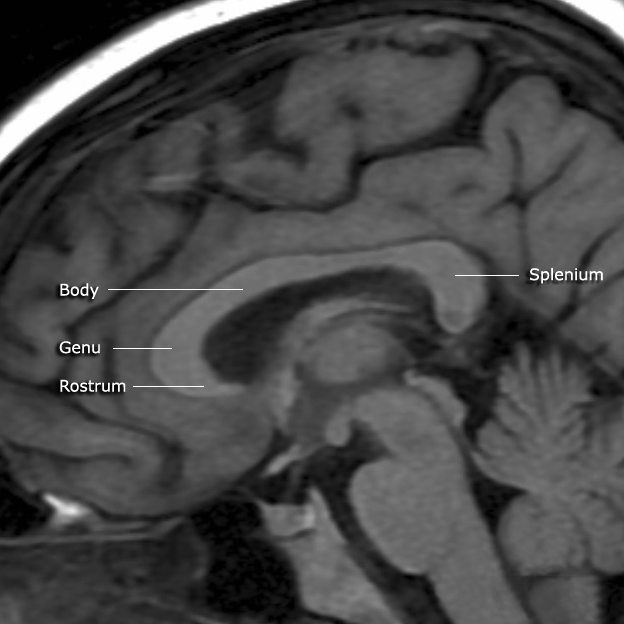
Corpus callosum (ziemlich in der Mitte, unterhalb des Großhirns, oberhalb des Stammhirns)

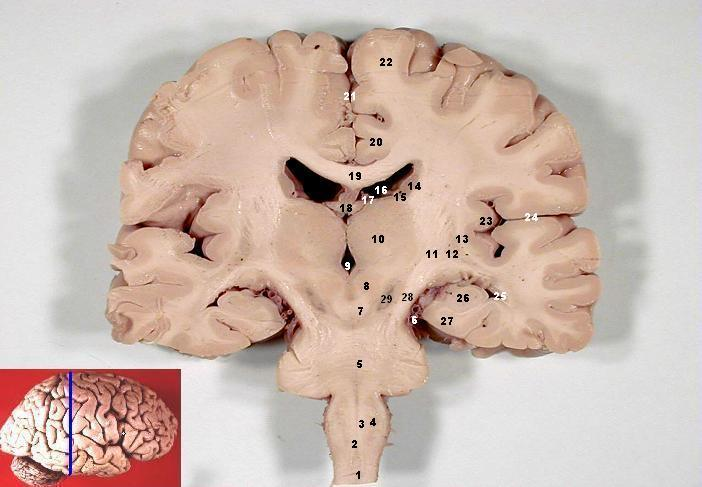
Corpus callosum (19), frontaler Schnitt

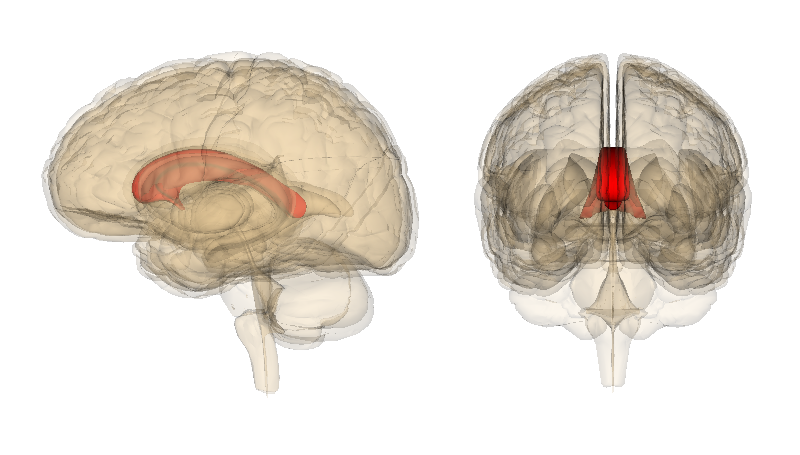
Corpus callosum mit Anatomography

Das Corpus callosum (lateinisch corpus „Körper“, callus „Schwiele“), auch Commissura magna oder Balken genannt, (selten Hirnbalken bzw. Gehirnbalken) ist ein großes Kommissurensystem, das im Gehirn von Plazentatieren, einer Unterklasse der Säugetiere, quer zwischen den beiden Hemisphären des Großhirns verläuft und diese verbindet. Das Corpus callosum gehört zur Weißen Substanz des Endhirns und besteht beim Menschen aus rund 250 Millionen Nervenfasern.

## Aufbau und Funktionen
Das Corpus callosum besteht aus den Teilen Rostrum (Schnabel), Genu (Knie), Truncus (Stamm) und Splenium (Hinterende). Es verläuft auf dem Grund der großen Hirnlängsspalte und bildet das Dach der beiden Seitenventrikel.
Der Balken dient dem Informationsaustausch und der Koordination zwischen den beiden Hemisphären, die jede für sich zum Teil unterschiedliche Aufgaben bei der Informationsverarbeitung haben.
Die zum Teil doppelläufigen Fasern des Balkens verbinden hauptsächlich identische Rindenareale der jeweiligen Hemisphären miteinander, vereinzelt aber auch unterschiedliche Gebiete. Da er kürzer ist als die Hemisphären, sind nur seine mittleren Fasern quer gestellt. Die vorderen Fasern, die durch das Balkenknie zu den Frontalpolen ausstrahlen, sowie die hinteren Fasern, die durch das Splenium zu den Occipitalpolen ziehen, sind U-förmig gebogen. Wegen dieser Zangenform werden die frontalen U-Fasern als Forceps frontalis (minor), die occipitalen als Forceps occipitalis (major) zusammengefasst. Die Gesamtheit dieser vom Balken in die Großhirnhemisphären ausstrahlenden Fasern wird als Balkenstrahlung (Radiatio corporis callosi) bezeichnet.
Die Dorsalfläche des Balkens ist von einem dünnen grauen Belag (Indusium griseum) überzogen, welcher den kortikalen limbischen Arealen zuzurechnen ist.

## Medizinische Aspekte
Bei einigen Formen der Epilepsie besteht die Behandlung u. a. darin, den Balken chirurgisch zu durchtrennen (dabei wird im Allgemeinen aber mindestens das Splenium intakt gelassen). Damit soll eine Übertragung der Erregung auf die andere Hirnhälfte verhindert werden. Vor allem bei der Sturzepilepsie kann so die Häufigkeit und Schwere der oft mit ernsten Verletzungen verbundenen Stürze meist deutlich vermindert werden. Andererseits ist diese so genannte Split-Brain-Operation oder Callosotomie mit schweren Kognitionsstörungen verbunden, sodass sie heutzutage kaum noch durchgeführt wird. Außerdem tritt wegen der Durchtrennung des Balkens das danach benannte Split-Brain-Syndrom auf. In seinem Buch Der Mann, der seine Frau mit einem Hut verwechselte berichtet Oliver Sacks von einem solchen Patienten und erwähnt, dass in diesem speziellen Fall beide Hirnhälften voneinander getrennt arbeiten. Er zeigt zum Beispiel mittels Experimenten, dass das Sprachzentrum in der linken Hemisphäre nicht mehr mit dem visuellen Zentrum der rechten Hemisphäre kommunizieren kann.
Der Balkenstich ist ein älteres Behandlungsverfahren bei erhöhtem Hirndruck.
Das angeborene Fehlen des Balkens wird als Corpus-callosum-Agenesie bezeichnet.
Die Mild Encephalopathy with Reversible Lesion in the Splenium (MERS) ist eine auf das Hinterende (Splenium) des Balkens beschränkte Enzephalopathie, die meist im Zusammenhang mit Infektionen auftritt.